# Jorge Rodríguez
Jorge Marcelo Rodríguez (Montevidéu, 13 de janeiro de 1985) é um futebolista uruguaio que atua como meio-campista. Atualmente joga pelo Estudiantes

## Títulos
Estudiantes
- Copa da Argentina: 2023